# لوکا مودریچ
لوکا مودریچ (به کرواتی: Luka Modrić؛ زادهٔ ۹ سپتامبر ۱۹۸۵) بازیکن فوتبال اهل کرواسی است که در پست هافبک میانی برای باشگاه فوتبال آ.ث. میلان در سری آ بازی می‌کند. 
از لوکا مودریچ به عنوان یکی از بهترین و کاملترین هافبک‌‌‌‌‌‌‌‌ ها و بازی‌سازهای تاریخ فوتبال یاد می‌شود. وی موفق به کسب نایب‌قهرمانی و سومی جام جهانی فوتبال با تیم ملی کرواسی شده است.
مودریچ با درخشش خود در سال ۲۰۱۸، در ابتدا با رئال مادرید قهرمان لیگ قهرمانان اروپا شد و سپس با کرواسی نایب قهرمان جام جهانی شد و بهترین بازیکن این رقابت‌ها شناخته شد و توپ طلای جام جهانی را تصاحب کرد و سپس بعد از آن در ۳۰ اوت ۲۰۱۸ جایزه بهترین بازیکن سال اروپا را از آن خود کرد. وی در ادامه در ۲۴ سپتامبر ۲۰۱۸ در جوایز بهترین‌های فیفا، جایزه بهترین بازیکن مرد فیفا را کسب کرد. مودریچ با بردن توپ طلا در سال ۲۰۱۸ به یک دهه حکمرانی مسی و رونالدو بر توپ طلا پایان داد. او همچنین در فینال جام باشگاه های جهان در ضمن کسب قهرمانی، موفق به دریافت توپ طلای این رقابت ها شد. مودریچ در جام جهانی ۲۰۲۲ با کرواسی به مقام سوم رسید.

## زندگی‌نامه حرفه‌ای
مادر مودریچ خیاط و پدرش یک ارتشی بود که پس از بازگشت از ارتش، به‌عنوان مسئول فنی در فرودگاه زادار مشغول به کار شد.
مودریچ به دلیل شغل پدرش در حالی که سن و سال زیادی نداشت مجبور به ترک دیار خود شد و به شهر توریستی زاتون نقل مکان کرد. در آن زمان خانواده مودریچ وضع خوبی نداشتند و با اِسکان در یک هتل قدیمی به زندگی ادامه دادند.
خانواده مودریچ تلاش زیادی کردند تا او متوجه نشود که خانه و کاشانه‌اش در اثر جنگ ویران شده و پدربزرگش در این نبرد جان خود را از دست داده‌است
مودریچ خود در سال ۲۰۰۰ او به آکادمی دینامو پیوست و پس از آن سه سال در زیرینیسکی بازی کرد. در حالی که تنها ۱۸ سال داشت در موستار تبدیل به بهترین بازیکن لیگ بوسنی هرزگوین شد.
به دینامو زاگرب برگشت. بازی را در اینتر زاپارسیچ آغاز کرد و با این باشگاه قراردادی ده ساله بست. در سال ۲۰۰۶ دوباره به دینامو پیوست که در این باشگاه سه لیگ، دو جام حذفی و یک سو پرکاپ برد.
نقش او در پیراهن تیم ملی کرواسی با حضور اسلاون بیلیچ پر رنگ تر شد چرا که این مربی اعتقاد ویژه‌ای به استعدادهای او داشت و معتقد بود که لوکا، جانشین خلفی است برای نسل طلایی کروات‌ها در دهه ۹۰ که شوکر، بوبان و پرسینچکی را داشت.

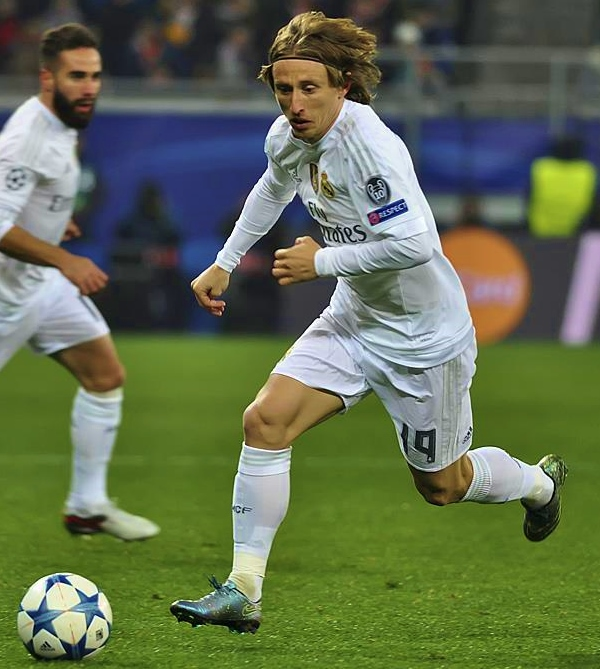
لوکا مودریچ با پیراهن مادرید در لیگ قهرمانان ۲۰۱۵

مودریچ که القاب «پرنده»، «کرویف بالکان»، «پونی سحرآمیز» و «لوکیتا» را هم یدک می‌کشد، در یورو ۲۰۰۸ خود را به عنوان یک ستاره جهانی مطرح کرد. یک گل مثبت و دیدنی به اتریش زد و در بازی مقابل آلمان عملکردی درخشان داشت. در مرحله یک چهارم یک نمایش درخشان دیگر مقابل ترکیه داشت اما کروات‌ها در ضربات پنالتی اوت شدند، اما این باعث نشد که بخشی از تیم برتر تورنمنت نباشد.
گل او به تیم اتریش به‌عنوان سریع‌ترین گل در تاریخ مسابقات فوتبال اروپا شناخته شد. در این مسابقات کرواسی به کمک لوکا مودریچ توانست بر اتریش و آلمان غلبه کند و مفسرین فوتبال لوکا را مغز تیم کرواسی نامیدند.
در یوروی اخیر، مودریچ در مقابل ستاره‌های اسپانیا، عملکردی درخشان داشت. کرواسی توسط سرخ‌ها در مرحله گروهی اوت شد. عملکردش در یورو ۲۰۰۸، نگاه چندین باشگاه را به خودش جلب کرد. در نهایت با ۲۱ میلیون یورو به تاتنهام پیوست تا تبدیل به گرانقیمت‌ترین بازیکن تاریخ فوتبال کرواسی شود.

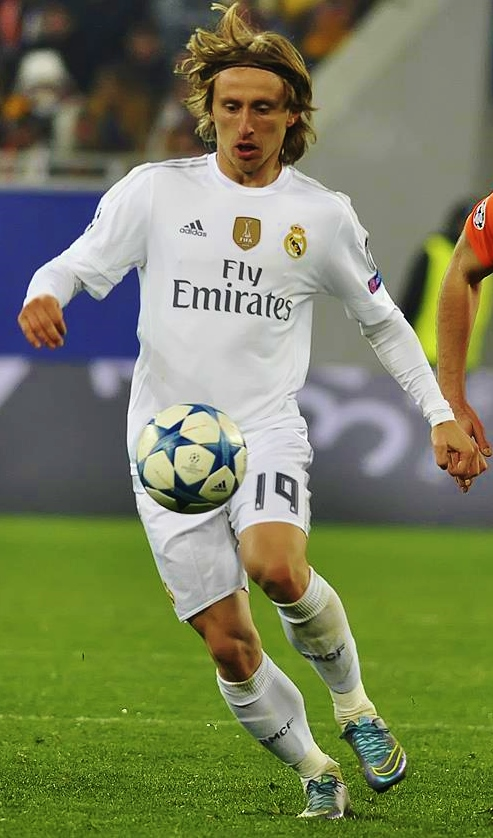
مودریچ در سال ۲۰۱۵

در سال ۲۰۱۳ با قراردادی ۳۰ میلیون پوندی از تاتنهام به رئال مادرید پیوست.
در اولین فصل حضورش در رئال که با آخرین فصل حضور ژوزه مورینیو همزمان شده بود خیلی کم به بازی گرفته می‌شد. اما با پیوستن مربی ایتالیایی یعنی کارلو آنچلوتی همه چیز به نفع لوکا شد و او یکی از ارکان اصلی رئال در کسب لیگ قهرمانان اروپا و کوپا دل ری بود. او در همین سال در تیم منتخب لیگ قهرمانان اروپا قرار گرفت.
مودریچ ۷ بار به عنوان بهترین بازیکن فوتبال سال کشورش انتخاب شد. وی تاکنون هر بار که برای تیم ملی کشورش گل زده، کرواسی آن بازی را نباخته‌است.
مودریچ در رقابت‌های جام جهانی ۲۰۱۸ روسیه به همراه تیم ملی کشورش موفق شد به فینال این رقابت‌ها صعود کند و در پایان تورنومنت با توجه به بازی‌های درخشانی که انجام داد موفق به دریافت توپ طلای جام به عنوان بهترین بازیکن این رقابت‌ها شد.
لوکا مودریچ همچنین با (رئال مادرید) در لیگ قهرمانان اروپا (۲۰۱۸) و راهیابی تیم ملی کشورش (کرواسی) به فینال جام جهانی فوتبال ۲۰۱۸ و نقش مؤثری که در این عناوین ایفا کرده بود موفق شد توپ طلای سال ۲۰۱۸ را که مجلهٔ فرانس فوتبال هر سال به بهترین بازیکن فوتبال سال اهدا می‌کند از آن خود کند و به سلطهٔ ۱۰ سالهٔ رونالدو و مسی بر این جایزهٔ مهم پایان دهد.

## آمار باشگاهی
تا تاریخ ۱۱ مارس  ۲۰۲۴
| عملکرد             | عملکرد             | عملکرد             | لیگ       | لیگ       | جام      | جام      | قاره‌ای | قاره‌ای | سایر | سایر | مجموع | مجموع |
| فصل                | باشگاه             | لیگ                | بازی      | گل        | بازی     | گل       | بازی   | گل     | بازی | گل   | بازی  | گل    |
|                    |                    |                    | لیگ کشوری | لیگ کشوری | جام حذفی | جام حذفی | اروپا  | اروپا  | دیگر | دیگر | مجموع | مجموع |
| ------------------ | ------------------ | ------------------ | --------- | --------- | -------- | -------- | ------ | ------ | ---- | ---- | ----- | ----- |
| ۲۰۰۴–۲۰۰۵          | دینامو زاگرب       | لیگ کرواسی         | ۷         | ۰         | ۱        | ۰        | ۱      | ۰      | ۰    | ۰    | ۹     | ۰     |
| ۲۰۰۵–۲۰۰۶          | دینامو زاگرب       | لیگ کرواسی         | ۳۲        | ۷         | ۱        | ۰        | ۰      | ۰      | ۰    | ۰    | ۳۳    | ۷     |
| ۲۰۰۶–۲۰۰۷          | دینامو زاگرب       | لیگ کرواسی         | ۳۰        | ۶         | ۸        | ۲        | ۶      | ۰      | ۰    | ۰    | ۴۴    | ۸     |
| ۲۰۰۷–۲۰۰۸          | دینامو زاگرب       | لیگ کرواسی         | ۲۵        | ۱۳        | ۸        | ۱        | ۱۰     | ۳      | ۰    | ۰    | ۴۳    | ۱۷    |
| مجموع دینامو زاگرب | مجموع دینامو زاگرب | مجموع دینامو زاگرب | ۹۴        | ۲۶        | ۱۸       | ۳        | ۱۷     | ۳      | ۰    | ۰    | ۱۲۹   | ۳۲    |
| ۲۰۰۸–۲۰۰۹          | تاتنهام            | لیگ جزیره          | ۳۴        | ۳         | ۶        | ۱        | ۴      | ۱      | ۰    | ۰    | ۴۴    | ۵     |
| ۲۰۰۹–۲۰۱۰          | تاتنهام            | لیگ جزیره          | ۲۵        | ۳         | ۷        | ۰        | ۰      | ۰      | ۰    | ۰    | ۳۲    | ۳     |
| ۲۰۱۰–۲۰۱۱          | تاتنهام            | لیگ جزیره          | ۳۲        | ۳         | ۲        | ۰        | ۹      | ۱      | ۰    | ۰    | ۴۳    | ۴     |
| ۲۰۱۱–۲۰۱۲          | تاتنهام            | لیگ جزیره          | ۳۶        | ۴         | ۲        | ۰        | ۲      | ۱      | ۰    | ۰    | ۴۰    | ۵     |
| مجموع تاتنهام      | مجموع تاتنهام      | مجموع تاتنهام      | ۱۲۷       | ۱۳        | ۱۷       | ۱        | ۱۵     | ۳      | ۰    | ۰    | ۱۵۹   | ۱۷    |
| ۲۰۱۲–۲۰۱۳          | رئال مادرید        | لالیگا             | ۳۳        | ۳         | ۸        | ۰        | ۱۱     | ۱      | ۱    | ۰    | ۵۳    | ۴     |
| ۲۰۱۳–۲۰۱۴          | رئال مادرید        | لالیگا             | ۳۴        | ۱         | ۶        | ۰        | ۱۱     | ۱      | ۰    | ۰    | ۵۱    | ۲     |
| ۲۰۱۴–۲۰۱۵          | رئال مادرید        | لالیگا             | ۱۶        | ۱         | ۰        | ۰        | ۶      | ۰      | ۳    | ۰    | ۲۵    | ۱     |
| ۲۰۱۵–۲۰۱۶          | رئال مادرید        | لالیگا             | ۳۲        | ۲         | ۰        | ۰        | ۱۲     | ۱      | ۰    | ۰    | ۴۴    | ۳     |
| ۲۰۱۶–۲۰۱۷          | رئال مادرید        | لالیگا             | ۲۵        | ۱         | ۲        | ۰        | ۱۱     | ۰      | ۳    | ۰    | ۴۱    | ۱     |
| ۲۰۱۷–۲۰۱۸          | رئال مادرید        | لالیگا             | ۲۶        | ۱         | ۲        | ۰        | ۱۱     | ۱      | ۴    | ۰    | ۴۳    | ۲     |
| ۲۰۱۸–۲۰۱۹          | رئال مادرید        | لالیگا             | ۳۴        | ۳         | ۳        | ۰        | ۶      | ۰      | ۳    | ۱    | ۴۶    | ۴     |
| ۲۰۱۹–۲۰۲۰          | رئال مادرید        | لالیگا             | ۳۱        | ۳         | ۱        | ۰        | ۶      | ۱      | ۲    | ۱    | ۴۰    | ۵     |
| ۲۰۲۰–۲۰۲۱          | رئال مادرید        | لالیگا             | ۳۵        | ۵         | ۰        | ۰        | ۱۲     | ۱      | ۱    | ۰    | ۴۸    | ۶     |
| ۲۰۲۱–۲۰۲۲          | رئال مادرید        | لالیگا             | ۲۸        | ۲         | ۲        | ۰        | ۱۳     | ۰      | ۲    | ۱    | ۴۵    | ۳     |
| ۲۰۲۲–۲۰۲۳          | رئال مادرید        | لالیگا             | ۳۳        | ۴         | ۴        | ۰        | ۱۰     | ۲      | ۵    | ۰    | ۵۲    | ۶     |
| ۲۰۲۳–۲۰۲۴          | رئال مادرید        | لالیگا             | ۲۳        | ۲         | ۱        | ۰        | ۶      | ۰      | ۲    | ۰    | ۳۲    | ۲     |
| مجموع رئال مادريد  | مجموع رئال مادريد  | مجموع رئال مادريد  | ۳۵۰       | ۲۸        | ۲۹       | ۰        | ۱۱۵    | ۸      | ۲۶   | ۳    | ۵۲۰   | ۳۹    |
| مجموع آمار         | مجموع آمار         | مجموع آمار         | ۵۷۱       | ۶۷        | ۶۴       | ۴        | ۱۴۷    | ۱۴     | ۲۶   | ۳    | ۸۰۸   | 140   |

### آمار پاس گل
| فصل       | تیم        | پاس گل |
| --------- | ---------- | ------ |
| ۲۰۰۸–۲۰۰۹ | تاتنهام    | ۱۰     |
| ۲۰۰۹–۲۰۱۰ | تاتنهام    | ۱۳     |
| ۲۰۱۰–۲۰۱۱ | تاتنهام    | ۹      |
| ۲۰۱۱–۲۰۱۲ | تاتنهام    | ۱۱     |
| ۲۰۱۲–۲۰۱۳ | رئال‌مادرید | ۹      |
| ۲۰۱۳–۲۰۱۴ | رئال‌مادرید | ۱۲     |
| ۲۰۱۴–۲۰۱۵ | رئال‌مادرید | ۱۱     |
| ۲۰۱۵–۲۰۱۶ | رئال‌مادرید | ۱۵     |
| ۲۰۱۶–۲۰۱۷ | رئال‌مادرید | ۱۶     |
| ۲۰۱۷–۲۰۱۸ | رئال‌مادرید | ۱۰     |
| ۲۰۱۸–۲۰۱۹ | رئال‌مادرید | ۱۰     |
| ۲۰۱۹–۲۰۲۰ | رئال‌مادرید | ۸      |
| ۲۰۲۰–۲۰۲۱ | رئال‌مادرید | ۱۲     |
| ۲۰۲۱–۲۰۲۲ | رئال‌مادرید |        |
| مجموع     | مجموع      | 195    |

## آمار ملی

### بازی‌های ملی
تا تاریخ ۲۱ نوامبر ۲۰۲۳
| کرواسی | کرواسی | کرواسی | کرواسی |
| سال    | بازی   | گل     | پاس گل |
| ------ | ------ | ------ | ------ |
| ۲۰۰۶   | ۱۲     | ۲      | ۰      |
| ۲۰۰۷   | ۱۰     | ۱      | ۱      |
| ۲۰۰۸   | ۱۱     | ۳      | ۳      |
| ۲۰۰۹   | ۳      | ۱      | ۰      |
| ۲۰۱۰   | ۸      | ۰      | ۳      |
| ۲۰۱۱   | ۹      | ۱      | ۱      |
| ۲۰۱۲   | ۹      | ۰      | ۰      |
| ۲۰۱۳   | ۱۰     | ۰      | ۱      |
| ۲۰۱۴   | ۱۱     | ۲      | ۲      |
| ۲۰۱۵   | ۴      | ۰      | ۱      |
| ۲۰۱۶   | ۸      | ۱      | ۳      |
| ۲۰۱۷   | ۸      | ۱      | ۲      |
| ۲۰۱۸   | ۱۵     | ۲      | ۲      |
| ۲۰۱۹   | ۹      | ۲      | ۱      |
| ۲۰۲۰   | ۶      | ۰      | ۰      |
| ۲۰۲۱   | ۱۳     | ۴      | ۴      |
| ۲۰۲۲   | ۱۶     | ۳      | ۱      |
| ۲۰۲۳   | ۱۰     | ۱      | ۲      |
| مجموع  | ۱۷۲    | ۲۴     | ۲۷     |

### گل‌های ملی
| شماره | تاریخ           | میزبان         | بازی ملی | حریف      | نتیجه | رقابت                             |
| ----- | --------------- | -------------- | -------- | --------- | ----- | --------------------------------- |
| ۱     | ۱۶ اوت ۲۰۰۶     | لیورنو         | ۸        | ایتالیا   | ۲–۰   | دوستانه                           |
| ۲     | ۷ اکتبر ۲۰۰۶    | زاگرب          | ۱۰       | آندورا    | ۷–۰   | مقدماتی جام ملت‌های اروپا ۲۰۰۸     |
| ۳     | ۷ فوریه ۲۰۰۷    | رییکا          | ۱۳       | نروژ      | ۲–۱   | دوستانه                           |
| ۴     | ۸ ژوئن ۲۰۰۸     | وین            | ۲۷       | اتریش     | ۱–۰   | جام ملت‌های اروپا ۲۰۰۸             |
| ۵     | ۶ سپتامبر ۲۰۰۸  | زاگرب          | ۳۰       | قزاقستان  | ۳–۰   | مقدماتی جام جهانی ۲۰۱۰            |
| ۶     | ۱۵ اکتبر ۲۰۰۸   | زاگرب          | ۳۳       | آندورا    | ۴–۰   | مقدماتی جام جهانی ۲۰۱۰            |
| ۷     | ۶ ژوئن ۲۰۰۹     | زاگرب          | ۳۵       | اوکراین   | ۲–۲   | مقدماتی جام جهانی ۲۰۱۰            |
| ۸     | ۶ سپتامبر ۲۰۱۱  | زاگرب          | ۴۹       | اسرائیل   | ۳–۱   | مقدماتی جام ملت‌های اروپا ۲۰۱۲     |
| ۹     | ۹ سپتامبر ۲۰۱۴  | زاگرب          | ۸۰       | مالت      | ۲–۰   | مقدماتی جام ملت‌های اروپا ۲۰۱۶     |
| ۱۰    | ۱۳ اکتبر ۲۰۱۴   | اوسییک         | ۸۲       | آذربایجان | ۶–۰   | مقدماتی جام ملت‌های اروپا ۲۰۱۶     |
| ۱۱    | ۱۲ ژوئن ۲۰۱۶    | پاریس          | ۹۱       | ترکیه     | ۱–۰   | جام ملت‌های اروپا ۲۰۱۶             |
| ۱۲    | ۹ نوامبر ۲۰۱۷   | زاگرب          | ۱۰۲      | یونان     | ۴–۱   | مقدماتی جام جهانی ۲۰۱۸            |
| ۱۳    | ۱۶ ژوئن ۲۰۱۸    | کالینینگراد    | ۱۰۷      | نیجریه    | ۲–۰   | جام جهانی ۲۰۱۸ روسیه              |
| ۱۴    | ۲۱ ژوئن ۲۰۱۸    | نیژنی نووگورود | ۱۰۸      | آرژانتین  | ۳–۰   | جام جهانی ۲۰۱۸ روسیه              |
| ۱۵    | ۹ سپتامبر ۲۰۱۹  | باکو           | ۱۲۴      | آذربایجان | ۱–۱   | مقدماتی جام ملت‌های اروپا ۲۰۲۰     |
| ۱۶    | ۱۰ اکتبر ۲۰۱۹   | اسپلیت         | ۱۲۵      | مجارستان  | ۳–۰   | مقدماتی جام ملت‌های اروپا ۲۰۲۰     |
| ۱۷    | ۳۰ مارس ۲۰۲۱    | رییکا          | ۱۳۶      | مالت      | ۳–۰   | مقدماتی جام جهانی ۲۰۲۲            |
| ۱۸    | ۲۲ ژوئن ۲۰۲۱    | گلاسکو         | ۱۴۱      | اسکاتلند  | ۳–۱   | جام ملت‌های اروپا ۲۰۲۰             |
| ۱۹    | ۱۱ اکتبر ۲۰۲۱   | رییکا          | ۱۴۴      | اسلواکی   | ۲–۲   | مقدماتی جام جهانی ۲۰۲۲            |
| ۲۰    | ۱۱ نوامبر ۲۰۲۱  | والتا          | ۱۴۵      | مالت      | ۷–۱   | مقدماتی جام جهانی ۲۰۲۲            |
| ۲۱    | ۲۹ مارس ۲۰۲۲    | الریان         | ۱۴۸      | بلغارستان | ۲–۱   | دوستانه                           |
| ۲۲    | ۱۳ ژوئن ۲۰۲۲    | سن-دنی         | ۱۵۲      | فرانسه    | ۱–۰   | لیگ ملت‌های اروپا ۲۳–۲۰۲۲          |
| ۲۳    | ۲۵ سپتامبر ۲۰۲۲ | وین            | ۱۵۴      | اتریش     | ۳–۱   | لیگ ملت‌های اروپا ۲۳–۲۰۲۲          |
| ۲۴    | ۱۴ ژوئن ۲۰۲۳    | روتردام        | ۱۶۵      | هلند      | ۴–۲   | مرحله نهایی لیگ ملت‌های اروپا ۲۰۲۳ |

## افتخارات

### دینامو زاگرب
- سوپر لیگ کرواسی(۳): ۰۶–۲۰۰۵، ۰۷–۲۰۰۶، ۰۸–۲۰۰۷
- جام حذفی فوتبال کرواسی(۱): ۲۰۰۷، ۲۰۰۸
- سوپر جام فوتبال کرواسی(۱): ۲۰۰۶

### رئال مادرید
- لا لیگا(۴): ۱۷–۲۰۱۶، ۲۰–۲۰۱۹، ۲۲–۲۰۲۱، ۲۴–۲۰۲۳
- جام حذفی فوتبال اسپانیا(۲): ۱۴–۲۰۱۳، ۲۳–۲۰۲۲
- سوپرجام فوتبال اسپانیا(۵): ۲۰۱۲، ۲۰۱۷، ۲۰۲۰، ۲۰۲۲، ۲۰۲۴
- لیگ قهرمانان اروپا(۶): ۲۰۱۳–۲۰۱۴، ۲۰۱۵–۲۰۱۶، ۲۰۱۶–۲۰۱۷، ۱۸–۲۰۱۷، ۲۲–۲۰۲۱، ۲۴–۲۰۲۳
- سوپرجام اروپا(۵): ۲۰۱۴، ۲۰۱۶، ۲۰۱۷، ۲۰۲۲، ۲۰۲۴
- جام باشگاه‌های فوتبال جهان(۵): ۲۰۱۴، ۲۰۱۶، ۲۰۱۷، ۲۰۱۸، ۲۰۲۲

### ملی
کرواسی
- جام جهانی: ۲۰۱۸ (نایب قهرمان) ۲۰۲۲ (سوم)
- لیگ ملت های اروپا: ۲۳–۲۰۲۲ (نایب قهرمان)

### انفرادی
- بهترین بازیکن لیگ بوسنی: ۲۰۰۳
- امید سال فوتبال کرواسی: ۲۰۰۴
- بهترین بازیکن لیگ کرواسی از نظر نشریات: ۲۰۰۵
- بهترین بازیکن در لیگ کرواسی: ۲۰۰۷
- بهترین بازیکن سال کرواسی: ۲۰۰۷، ۲۰۰۸، ۲۰۱۱، ۲۰۱۴، ۲۰۱۶، ۲۰۱۷، ۲۰۱۸
- جایزه اسکار فوتبال کرواسی: ۲۰۱۳، ۲۰۱۴، ۲۰۱۵، ۲۰۱۶، ۲۰۱۷، ۲۰۱۸
- برترین تیم در مسابقات یورو از نظر یوفا: ۲۰۰۸
- بهترین بازیکن سال تاتنهام: ۲۰۱۱
- عضو تیم برتر لیگ قهرمانان اروپا: ۱۴–۲۰۱۳, ۱۶–۲۰۱۵–, ۱۷–۲۰۱۶, ۱۸–۲۰۱۷
- بهترین هافبک لالیگا: ۲۰۱۳، ۲۰۱۵، ۲۰۱۷
- بهترین بازیکن جام جهانی: ۲۰۱۸
- جایزه نماد فدراسیون فوتبال کرواسی: ۲۰۱۸
- عضو تیم سال یوفا: ۲۰۱۶، ۲۰۱۷، ۲۰۱۸، ۲۰۱۹
- تیم برتر لالیگا: ۲۰۱۵، ۲۰۱۶، ۲۰۱۷، ۲۰۱۸
- جایزه بهترین بازیساز فدراسیون بین‌المللی تاریخ و آمار فوتبال: ۲۰۱۸
- بهترین هافبک سال از دید ای‌اس‌پی‌ان: ۲۰۱۶، ۲۰۱۷، ۲۰۱۸
- بهترین بازیکن سال اروپا: ۲۰۱۸
- بهترین بازیکن سال فیفا: ۲۰۱۸
- بازیکن سال ورلد ساکر: ۲۰۱۸
- جایزه بهترین ورزشکار سال روزنامه اسپورتسکی: ۲۰۱۸
- بهترین ورزشکار سال کرواسی از دید کمیته ملی المپیک: ۲۰۱۸
- برنده توپ طلای بازیکن سال فوتبال جهان: ۲۰۱۸
- مدال شروند افتخاری زادار: ۲۰۱۸
- دریافت مدال و نشان دوک برانیمیر: ۲۰۱۸
- بهترین بازیکن فصل رئال مادرید: ۲۰۲۱-۲۰۲۰
- بهترین بازیکن سوپر جام اسپانیا: ۲۰۲۲-۲۰۲۱